# Kłaudzija Szyszyhina-Patocka
Kłaudzija Szyszyhina-Patockaja (biał. Клаўдзія Шышыгіна-Патоцкая) (1935–2005) — białoruska krajoznawczyni, historyk, autorka prac poświęconych historii Nieświeża. 

## Wybrane publikacje
- Паданні Нясвіжа, Mińsk 1990
- Скарбы Нясвіжа, Mińsk 1993
- Нясвіж і Радзівілы, Mińsk 2001
- Музы Нясьвіжа,
- Чорная дама Нясьвіскага замку